# Kalaj(IV) jodid
Kalaj(IV) jodid (stani jodid) je hemijsko jedinjenje sa formulom SnI4. Ovaj tetraedralni molekul se kristališe kao svetlo narandžasti prah. On se lako rastvara u nepolarnim rastvaračima kao što je benzen.
Ovo jedinjenje se obično priprema reakcijom joda i kalaja:
 + 2 2 → 4
4 se hidrolizuje u vodi. U vodenom rastvoru jodovodonične kiseline, on reaguje da formira retki primer metalnog heksajodida: